# Billy Strings

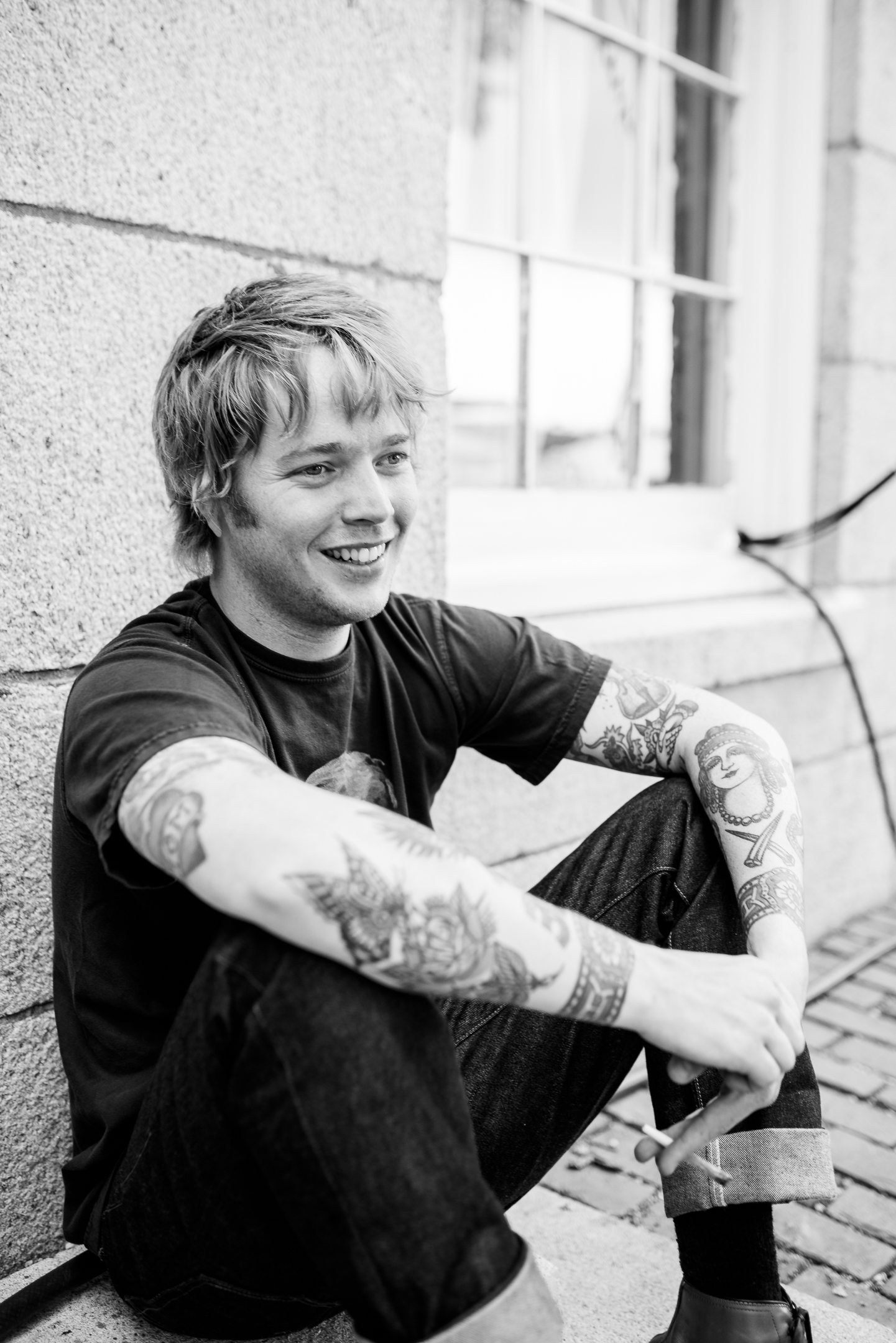
Billy Strings, 2021

Billy Strings (* 3. Oktober 1992 in Lansing, Michigan als William Apostol) ist ein US-amerikanischer Bluegrass-Musiker. Für seine Alben Home (2019) und Live, Vol. 1 (2024) wurde er jeweils mit einem Grammy ausgezeichnet. In seiner Musik sind diverse Einflüsse sichtbar, u. a. Country, traditioneller Country, Americana, Folk, Psychedelic, Rock und Metal. Zu seinen Bluegrass-Einflüssen gehören u. a. maßgeblich Musiker wie Doc Watson, The Stanley Brothers, Bill Monroe, Bryan Sutton, The Dillards, Jim and Jesse, Larry Sparks, David Grisman, Tony Rice, Greensky Bluegrass, The Osborne Brothers, Jimmy Martin uvm.

## Biografie
Billy Apostol wuchs in Michigan und Kentucky in einer musikalischen Familie auf: Sein Vater (Terry Barber) und sein Onkel (Brad Lasko) waren ebenfalls Musiker. Mit vier Jahren bekam er seine erste Gitarre und mit sechs Jahren spielte er schon öffentlich mit seinem Vater. Von seiner Oma bekam er auch seinen Spitz- und zukünftigen Künstlernamen Billy Strings (string = Gitarrensaite). Später lernte er auch noch Banjo und Mandoline. In der Schule wechselte er zur E-Gitarre und wurde Mitglied einer Heavy-Metal-Band. Billy Strings Jugend war maßgeblich von mittleren und kleinen Städten und einem Drogen konsumierenden Umfeld geprägt, was er beispielsweise in seinem ersten Song Dust in a Baggie verarbeitet. Durch die Liebe zur Musik und vor allem zum Bluegrass gelang ihm der Ausweg aus der Szene.
Nach dem Schulabschluss ging er nach Traverse City im Norden Michigans. In der dortigen Musikszene lernte er den Mandolinisten Don Julin kennen. Die beiden traten als Duo auf und veröffentlichten 2013 bzw. 2014 zwei gemeinsame Alben im Eigenvertrieb. Daneben spielte er aber auch noch in der Band M-23 Strings und machte sich einen Namen als talentierter Musiker. Anfang 2016 zog er nach Nashville, gründete dort seine heute immer noch bestehende Band und veröffentlichte eineinhalb Jahre später sein erstes Soloalbum Turmoil & Tinfoil. Damit schaffte er es auf Anhieb auf Platz 3 der Bluegrass-Charts und kam zu einem Plattenvertrag mit dem Roots-Label Rounder Records.
Sein erstes Label-Album trug den Titel Home und erschien im September 2019. Insgesamt 25 Wochen stand es auf Platz 1 der Bluegrass-Charts und stieg auch in die Country-Charts ein. Als erfolgreichstes Album des Jahres brachte es ihm Anfang 2021 den Grammy in der Kategorie Bestes Bluegrass-Album ein. Noch im selben Jahr folgte das zweite Album Renewal, das nicht nur erneut Platz 1 im Bereich Bluegrass, sondern auch Platz 82 der offiziellen US-Albumcharts erreichte. Es bekam eine Grammy-Nominierung in der Albumkategorie und eine weitere für den Song Love and Regret.

## Diskografie

### Alben
| Jahr | Titel           | Höchstplatzierung, Gesamtwochen, AuszeichnungChartplatzierungen (Jahr, Titel, Platzierungen, Wochen, Auszeichnungen, Anmerkungen) | Höchstplatzierung, Gesamtwochen, AuszeichnungChartplatzierungen (Jahr, Titel, Platzierungen, Wochen, Auszeichnungen, Anmerkungen) | Anmerkungen |
| Jahr | Titel           | US | Country | Anmerkungen |
| ---- | --------------- | --- | --- | --- |
| 2019 | Home            | — | Country41 (1 Wo.)Country | Erstveröffentlichung: 27. September 2019 25 Wochen auf Platz 1 der Bluegrass Albums Charts Grammy (Bluegrass Album) |
| 2021 | Renewal         | US82 (1 Wo.)US | Country9 (2 Wo.)Country | Erstveröffentlichung: 24. September 2021                                                                            |
| 2022 | Me/And/Dad      | US37 (1 Wo.)US | Country7 (2 Wo.)Country | Erstveröffentlichung: 18. November 2022 mit Terry Barber                                                            |
| 2024 | Live, Vol. 1    | US58 (1 Wo.)US | Country11 (1 Wo.)Country | Erstveröffentlichung: 12. Juli 2024                                                                                 |
| 2024 | Highway Prayers | US22 (1 Wo.)US | Country8 (… Wo.)Country | Erstveröffentlichung: 27. September 2024                                                                            |

Weitere Alben
- Rock of Ages (mit Don Julin, 2013)
- Fiddle Tune X (mit Don Julin, 2014)
- Bill Strings (EP, 2016)
- Turmoil & Tinfoil (2017)
- The Peach Music Festival (Live, 2019)
- An OurVinyl Sessions (EP, 2019)

### Singles
| Jahr | Titel Album              | Höchstplatzierung, Gesamtwochen, AuszeichnungChartplatzierungen (Jahr, Titel, Album, Platzierungen, Wochen, Auszeichnungen, Anmerkungen) | Höchstplatzierung, Gesamtwochen, AuszeichnungChartplatzierungen (Jahr, Titel, Album, Platzierungen, Wochen, Auszeichnungen, Anmerkungen) | Anmerkungen                                                    |
| Jahr | Titel Album              | US | Country | Anmerkungen                                                    |
| --- | ------------------------ | --- | --- | -------------------------------------------------------------- |
| Folgende Lieder erschienen nicht als Single, wurden aber durch das Album zum Download und Streaming bereitgestellt und konnten somit eine Platzierung erlangen: |                          | | |                                                                |
| |                          | | |                                                                |
| 2024 | M-E-X-I-C-O F-1 Trillion | US83 (1 Wo.)US | Country35 (1 Wo.)Country | Charteinstieg: 31. August 2024 Post Malone feat. Billy Strings |

## Auszeichnungen
- Grammy Awards
  - Sieger 2021: Home (bestes Bluegrass-Album)
  - Nominierung 2022: Renewal (bestes Bluegrass-Album); Love and Regrets (beste American-Roots-Darbietung)
  - Sieger 2024[2]: Live, Vol. 1 (Bestes Bluegrass-Album)
  - 9× ausgezeichnet vom IBMA[3] (International Bluegrass Music Association)